# Stygocyathura univam
Stygocyathura univam är en kräftdjursart som först beskrevs av Lazar Botosaneanu 1983.  Stygocyathura univam ingår i släktet Stygocyathura och familjen Anthuridae. Inga underarter finns listade i Catalogue of Life.